# 소행성족

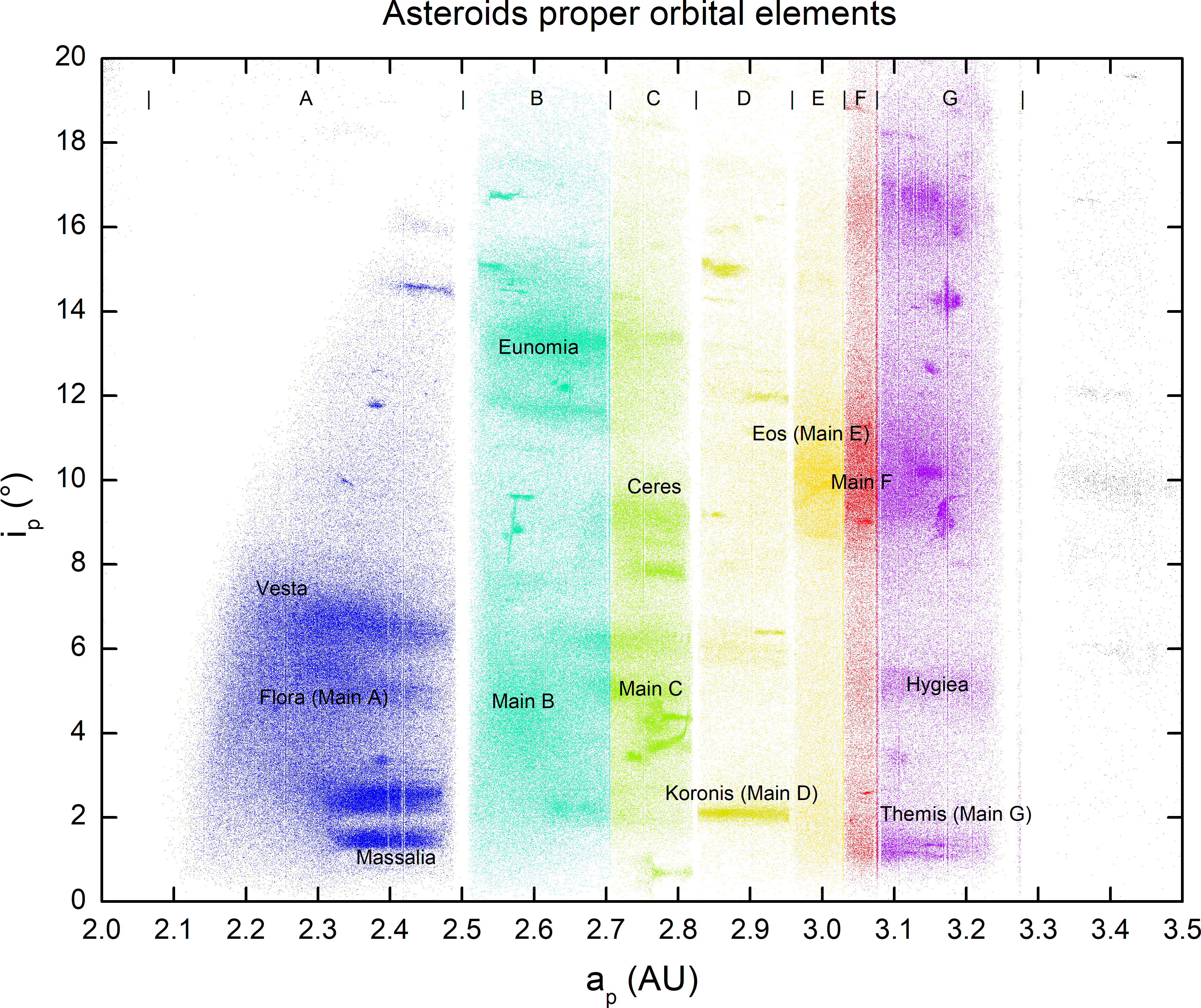
궤도 경사 및 긴 반지름에 따라 표시한 소행성들의 그래프로, 소행성족은 뭉친 구름의 형태로 나타난다. 커크우드 간극을 통해 소행성들이 나뉨(A, B+C, D, E+F+G) 또한 볼 수 있다.

소행성족(小行星族, 영어: asteroid family)은 궤도 요소, 즉 긴반지름, 이심률, 경사각 등이 서로 비슷한 소행성들의 모임이다. 소행성족의 구성원들은 과거에 하나의 충돌 사건에서 같이 생성되었다고 여겨진다. 소행성족은 소행성들을 좀 더 광범위하게 포함시킨 소행성군과는 다르며, 소행성군은 실제로 소행성 간에 관계가 없을 수 있기 때문에, 소행성족 분류가 좀 더 세밀하다고 할 수 있다.

## 기본 성질

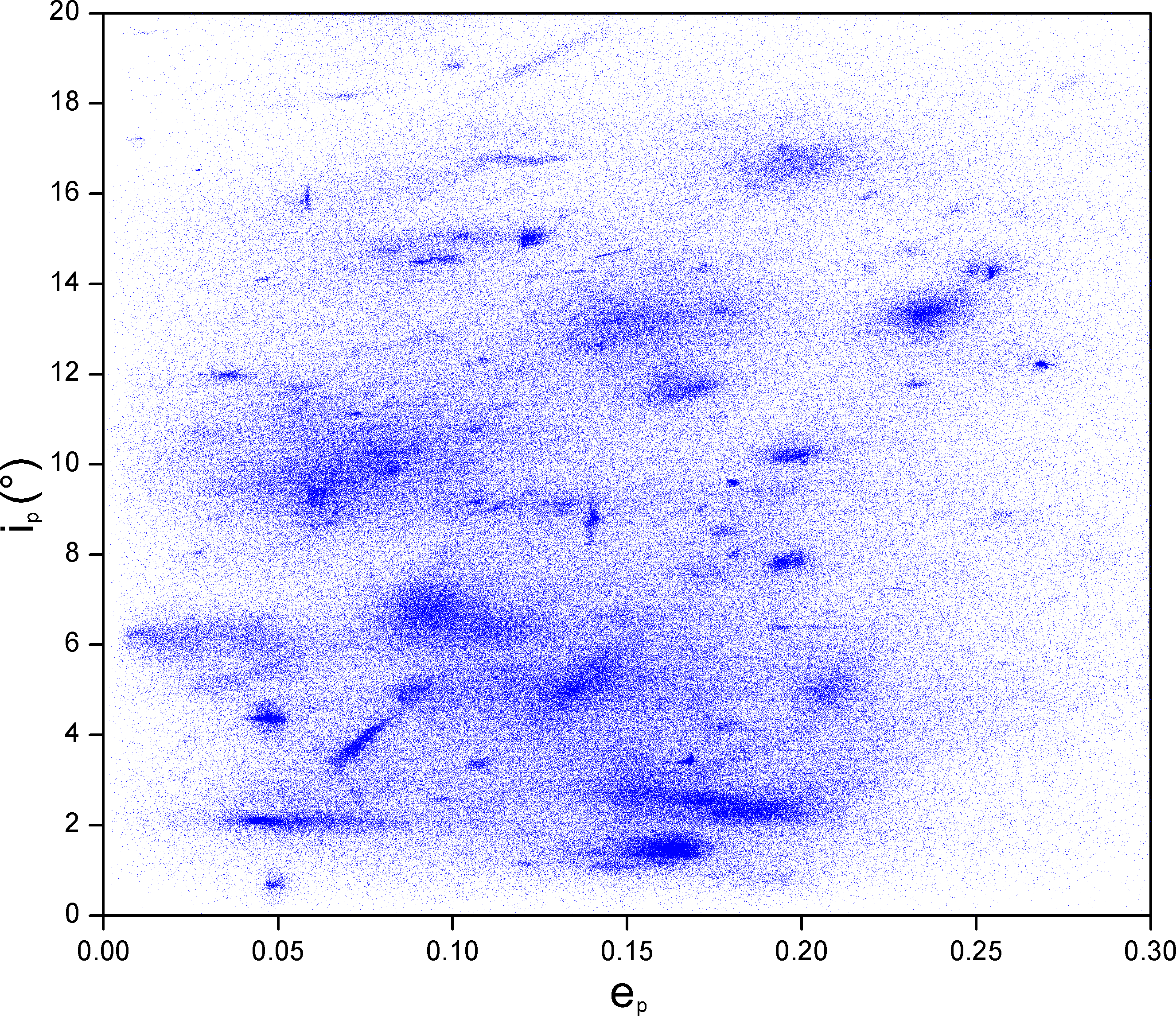
궤도 경사 및 궤도 이심률에 따라 표시한 소행성들의 그래프.

커다랗고 눈에 잘 띄는 소행성족들은 수백 개의 소행성들을 포함하고 있으며, 작고 밀집된 소행성족들은 10개 안팎의 소행성들이 속해 있다. 소행성대의 소행성들 중 33 ~ 35%의 소행성들은 소행성족에 속해 있다.
대부분의 소행성들은 화성과 목성 사이의 주 소행성대에 속해 있으며, 팔라스족, 헝가리아족, 포카에아족 등 몇몇은 소행성대보다 긴반지름이 작거나 궤도 경사가 크다.
단 하나의 소행성족, 하우메아족만이 왜행성(하우메아)과 관련이 있음이 밝혀졌다. 몇몇 연구에서는 트로이 소행성군에서 충돌로 생성된 소행성족을 찾으려고 시도하였지만, 현재까지 명확한 근거는 발견되지 않았다.

## 기원 및 진화
소행성족들은 소행성들 간의 충돌로 인해서 형성되었다고 추측된다. 대부분의 경우에서는 모체가 산산조각났지만, 몇몇 경우(베스타족, 팔라스족, 히기에이아족, 마살리아족)에는 모체가 부서지지 않았다. 이 충돌로 형성된 족들은 대부분 커다란 소행성 하나(모체)와 다른 작은 소행성들로 구성되어 있다. 하지만 몇몇 소행성족(플로라족 등)은 내부 구조가 좀 더 복잡해 한 번의 충돌로 설명할 수 없는데, 이 구조들은 여러 번의 충돌을 통해 생성되었을 수 있다.
위의 형성 원인으로 인해, 소행성족 구성원 간의 구성 성분은 거의 비슷하며, 예외는 모체가 행성 분화를 겪었던 베스타군 등 뿐이다.
소행성족은 소속된 소행성들이 서서히 퍼져가면서 "죽어가며", 소행성들의 분산은 목성 등 천체들의 중력 섭동으로 인한 것과 소행성간의 충돌로 인한 것 두 가지가 동시에 일어나면서 발생한다. 소행성족의 수명은 위와 같은 이유로 몇십억 년으로 예상되며, 이는 태양계 전체의 나이보다 약간 적기 때문에, 몇몇 소행성족은 태양계 형성 초기에 형성된 것일 수 있다. 상대적으로 작은 소행성들은 야르콥스키 효과로 인해 목성과 궤도 공명을 일으키면서 끌려가게 되고, 따라서 소행성족에서 빠르게 이탈하게 된다. 소행성족은 갈수록 구성원의 수가 준다는 점을 이용하여 나이를 측정할 수 있는데, 이 방법을 통해 시험적으로 몇몇 소행성족의 나이를 측정해 본 결과, 나이는 몇십억 년에서 몇백만 년 이하로 매우 다양하게 나타났다.
아주 오래 된 소행성족들은 소형에서 중형 소행성들을 전부 잃고, 대형 소행성들만 남았다고 여겨지며, 9 메티스와 113 아말테아가 이 과정을 거친 소행성족의 천체라고 추측된다. 과거의 소행성족의 구성원에 대한 분석은 철운석 속의 화학 성분비를 통해 진행되며, 이를 통해 과거에 적어도 50 ~ 100개의 행성 분화가 진행된 소행성이 존재했어야 함을 밝혀내었다. 이 소행성들은 대부분 부서져서 핵이 노출되고 운석들을 만들어냈다고 추측된다.
간혹 소행성족의 소행성들과 궤도가 비슷하지만, 스펙트럼 분석을 통한 구성 성분이 다른 소행성들이 있는데, 이를 "침입자"(Interloper)라고 한다. 이 "침입자"들은 우연찮게 소행성족의 소행성들과 비슷한 궤도를 도는 것 뿐으로, 해당 소행성족을 형성한 충돌 사건 등과는 전혀 관계가 없다.

## 소행성족의 종류
위에서 언급했던 것처럼, 소행성족 중에는 충돌 후 모체가 산산조각나지 않고 남아있는 경우가 있는데, 이는 "충돌구족"(cratering families)이라고 칭해진다. 또한, 가끔 다른 소행성족보다 덜 밀집된 족들은 "명목상 소행성족"(nominal families) 또는 "무리"(clusters)라고 불리며, 대표적인 예시로는 카린 무리가 있다. "소무리"(Clumps)는 구성원이 몇 개밖에 되지 않지만 분명히 다른 소행성들에 비해 밀집되어 있을 때 부르는 명칭이며, "클랜"(Clans)은 배경 소행성들에 비해 매우 미세한 정도로 밀집되어 있으면서 동시에(또는) 내부 구조가 매우 복잡하여 하나의 복잡한 집단인지 아니면 여러 개의 집단이 우연의 일치로 뭉친 것인지 식별할 수 없을 때를 말한다(예시로 플로라족은 클랜으로도 분류된다). "부족"(Tribes)은 구성원들이 매우 미세하게 밀집되거나 매우 넓게 퍼져 있어 뭉쳐 있는지 여부를 식별하기 상당히 어려울 때를 말한다.

## 발견 역사
일본의 천문학자 히라야마 기요쓰구는 1918년에 최초로 몇몇 소행성족을 분류해내었으며, 보통 소행성족의 선구자라고 불린다. 이후 1951년에 브라우워는 히라야마의 발견이 옮음을 확인하였고, 소행성족 20개를 추가로 발견하였다. 그 후 1990년대 전까지, 몇몇 사람은 자체적인 소행성족 목록을 만드려고 시도하였다.
1990년대 들어, 소행성 식별 기술의 신장과, 계속해서 쌓인 소행성의 궤도 요소 데이터가 서로 맞물려, 소행성족 판별이 급격히 발전하기 시작하였다. 1989년 윌리엄스는 자신의 소행성 궤도요소 데이터베이스에 스스로 개발한 식별방법을 도입하여 117개의 소행성족을 분류했으며, 1990년과 1992년의 두 연구에서는 소행성족을 판별하는 두 방식, 계층별 집단화법(Hierarchical Clustering Method, HCM)과 파형요소 분석법(Wavelet Analysis Method, WAM)을 통해 각각 소행성족 20개, 26개를 확인하였다.

## 목록
- 니사족: 19,073 (4.8%)
- 베스타족: 15,252 (3.8%)
- 플로라족: 13,786 (3.5%)
- 에오스족: 9,789 (2.5%)
- 코로니스족: 5,949 (1.5%)
- 에우노미아족: 5,670 (1.4%)
- 히기에아족: 4,854 (1.2%)
- 테미스족: 4,782 (1.2%)
- 헝가리아족: 2,965 (0.7%)
- 기타: 21,500 (5.4%)
- 족에 속하지 않음: 295,000 (74.0%)

### 주요 소행성족
"주요" 소행성족의 정의는 자파라의 연구를 따랐으며, 해당 연구에서는 12,487개의 소행성만을 대상으로 했지만, 실제로 소행성족이 분류된 소행성은 50만 개 안팎이기 때문에, 실제로 소행성족에 속하는 소행성의 숫자는 아래의 수치보다 약 40배가량 크다.
참고로, 아래 표의 아홉 소행성족들은 밑의 전체 소행성족 목록에도 다시 기재되어 있다.
| 이름         | 모체          | 궤도 요소   | 궤도 요소   | 궤도 요소   | 크기                   | 크기                   | 다른 이름                   |
| 이름         | 모체          | a (AU)      | e           | i (°)       | 대략적인 소행성의 비율 | 연구에서의 소행성 숫자 | 다른 이름                   |
| ------------ | ------------- | ----------- | ----------- | ----------- | ---------------------- | ---------------------- | --------------------------- |
| 에오스족     | 221 에오스    | 2.99 ~ 3.03 | 0.01 ~ 0.13 | 8 ~ 12      |                        | 480                    |                             |
| 에우노미아족 | 15 에우노미아 | 2.53 ~ 2.72 | 0.08 ~ 0.22 | 11.1 ~ 15.8 | 5%                     | 370                    |                             |
| 플로라족     | 8 플로라      | 2.15 ~ 2.35 | 0.03 ~ 0.23 | 1.5 ~ 8.0   | 4–5%                   | 590                    | 아리아드네족(43 아리아드네) |
| 히기에이아족 | 10 히기에이아 | 3.06 ~ 3.24 | 0.09 ~ 0.19 | 3.5 ~ 6.8   | 1%                     | 105                    |                             |
| 코로니스족   | 158 코로니스  | 2.83 ~ 2.91 | 0 ~ 0.11    | 0 ~ 3.5     |                        | 310                    |                             |
| 마리아족     | 170 마리아    | 2.5 ~ 2.706 |             | 12 ~ 17     |                        | 80                     |                             |
| 니사족       | 44 니사       | 2.41 ~ 2.5  | 0.12 ~ 0.21 | 1.5 ~ 4.3   |                        | 380                    | 헤르타족(135 헤르타)        |
| 테미스족     | 24 테미스     | 3.08 ~ 3.24 | 0.09 ~ 0.22 | 0 ~ 3       |                        | 530                    |                             |
| 베스타족     | 4 베스타      | 2.26 ~ 2.48 | 0.03 ~ 0.16 | 5.0 ~ 8.3   | 6%                     | 240                    |                             |

### 전체 목록
2015년의 한 연구에서는, 총 40만 개의 소행성들 중(소행성체 목록 참조) 약 10만 개의 소행성을 분석함을 통해 122개의 소행성족을 확인하였다. 위 연구의 자료는 "Small Bodies Data Ferret"에서도 확인할 수 있다.
밑 표의 맨 왼쪽, "FIN"은 "Family Identification Number"의 약자로, 각 소행성족별 고유 식별번호를 말한다.
| FIN | 이름              | 원문                 | 약자 | 구성원 수 | 위치 | 분류 | 모체                         | 비고           |
| --- | ----------------- | -------------------- | ---- | --------- | ---- | ---- | ---------------------------- | -------------- |
| 001 | 힐다족            | Hilda family         | HIL  | 409       | 가변 | C    | 153 힐다                     |                |
| 002 | 슈바르트족        | Schubart family      | SHU  | 352       | 가변 | C    | 1911 슈바르트                | 힐다족         |
| 003 | 헝가리아족        | Hungaria family      | H    | 2965      | 가변 | E    | 434 헝가리아                 |                |
| 004 | 헥터족            | Hektor family        | HEK  | 12        | 가변 | –    | 624 헥터                     | 목성 트로이군  |
| 005 | 유리배테스족      | Eurybates family     | ERY  | 218       | 가변 | CP   | 3548 유리배테스              | 목성 트로이군  |
| 006 | RJ족              | RJ family            | 006  | 7         | 가변 | –    | (9799) 1996 RJ               | 목성 트로이군  |
| 007 | 제임스 본드족     | James Bond family    | 007  | 1         | 가변 | ASP  | 9007 제임스 본드             |                |
| 008 | 아르케실라오스족  | Arkesilaos family    | ARK  | 37        | 가변 | –    | 20961 아르케실라오스         |                |
| 009 | 엔노모스족        | Ennomos family       | ENM  | 30        | 가변 | –    | 4709 엔노모스                |                |
| 010 | UV209족           | UV209 family         | 010  | 13        | 가변 | –    | (247341) 2001 UV209          |                |
| 401 | 베스타족          | Vesta family         | V    | 15252     | 내부 | V    | 4 베스타                     |                |
| 402 | 플로라족          | Flora family         | FLO  | 13786     | 내부 | S    | 8 플로라                     |                |
| 403 | 바피스티나족      | Baptistina family    | BAP  | 2500      | 내부 | X    | 298 바피스티나               |                |
| 404 | 마살리아족        | Massalia family      | MAS  | 6424      | 내부 | S    | 20 마살리아                  |                |
| 405 | 니사족 (폴라나족) | Nysa family (Polana) | NYS  | 19073     | 내부 | SFC  | 44 니사/142 폴라나           |                |
| 406 | 에리고네족        | Erigone family       | ERI  | 1776      | 내부 | CX   | 163 에리고네                 |                |
| 407 | 클라리사족        | Clarissa family      | CLA  | 179       | 내부 | X    | 302 클라리사                 |                |
| 408 | 술리미티스족      | Sulamitis family     | SUL  | 303       | 내부 | C    | 752 술라미티스               |                |
| 409 | 루시엔네족        | Lucienne family      | LCI  | 142       | 내부 | S    | 1892 루시엔네                |                |
| 410 | 에우터페족        | Euterpe family       | EUT  | 474       | 내부 | S    | 27 에우터페                  |                |
| 411 | 다투라족          | Datura family        | DAT  | 6         | 내부 | S    | 1270 다투라                  |                |
| 412 | 루카스카빈족      | Lucascavin family    | LCA  | 3         | 내부 | S    | 21509 루카스카빈             |                |
| 413 | 킬로족            | Klio family          | KLI  | 330       | 내부 | C    | 84 킬로                      |                |
| 414 | 치마에라족        | Chimaera family      | CIM  | 108       | 내부 | CX   | 623 치마에라                 |                |
| 415 | 찰다에아족        | Chaldaea family      | CHL  | 132       | 내부 | C    | 313 찰다에아                 |                |
| 416 | 스베아족          | Svea family          | SVE  | 48        | 내부 | CX   | 329 스베아                   |                |
| 417 | GB11족            | GB11 family          | 417  | 9         | 내부 | –    | (108138) 2001 GB11           |                |
| 701 | 포카에아족        | Phocaea family       | PHO  | 1989      | 내부 | S    | 25 포카에아                  |                |
| 501 | 유노족            | Juno family          | JUN  | 1684      | 중앙 | S    | 3 유노                       |                |
| 502 | 에우노미아족      | Eunomia family       | EUN  | 5670      | 중앙 | S    | 15 에우노미아                |                |
| 503 | –                 | –                    | –    | –         | –    | –    | –                            |                |
| 504 | 네메시스족        | Nemesis family       | NEM  | 1302      | 중앙 | C    | 128 네메시스                 |                |
| 505 | 아데오나족        | Adeona family        | ADE  | 2236      | 중앙 | C    | 145 아데오나                 |                |
| 506 | 마리아족          | Maria family         | MAR  | 2940      | 중앙 | S    | 170 마리아                   |                |
| 507 | 파두아족          | Padua family         | PAD  | 1087      | 중앙 | X    | 363 파두아                   |                |
| 508 | 아에오리아족      | Aeolia family        | AEO  | 296       | 중앙 | X    | 396 에에오리아               |                |
| 509 | 치오리스족        | Chloris family       | CLO  | 424       | 중앙 | C    | 410 치오리스                 |                |
| 510 | 미사족            | Misa family          | MIS  | 702       | 중앙 | C    | 569 미사                     |                |
| 511 | 브란가네족        | Brangane family      | BRG  | 195       | 중앙 | S    | 606 브란가네                 |                |
| 512 | 도라족            | Dora family          | DOR  | 1259      | 중앙 | C    | 668 도라                     |                |
| 513 | 메르시아족        | Merxia family        | MRX  | 1215      | 중앙 | S    | 808 메르시아                 |                |
| 514 | 아그니아족        | Agnia family         | AGN  | 2125      | 중앙 | S    | 847 아그니아                 |                |
| 515 | 아스트리드족      | Astrid family        | AST  | 489       | 중앙 | C    | 1128 아스트리드              |                |
| 516 | 게피온족          | Gefion family        | GEF  | 2547      | 중앙 | S    | 1272 게피온                  |                |
| 517 | 코니그족          | König family         | KON  | 354       | 중앙 | CX   | 3815 코니그                  |                |
| 518 | 라피타족          | Rafita family        | RAF  | 1295      | 중앙 | S    | 1644 라피타                  |                |
| 519 | 호프메이스터족    | Hoffmeister family   | HOF  | 1819      | 중앙 | CF   | 1726 호프메이스터            |                |
| 520 | 란니니족          | Iannini family       | IAN  | 150       | 중앙 | S    | 4652 란니니                  |                |
| 521 | 카즈야족          | Kazuya family        | KAZ  | 44        | 중앙 | S    | 7353 카즈야                  |                |
| 522 | 이노족            | Ino family           | INO  | 463       | 중앙 | S    | 173 이노                     |                |
| 523 | 에밀코왈스키족    | Emilkowalski family  | EMI  | 4         | 중앙 | S    | 14627 에밀코왈스키           |                |
| 524 | YC2족             | YC2 family           | 524  | 3         | 중앙 | S    | (16598) 1992 YC2             |                |
| 525 | 슈울호프족        | Schulhof family      | SHF  | 6         | 중앙 | S    | 2384 슈울호프                |                |
| 526 | BY6족             | BY6 family           | 526  | 58        | 중앙 | C    | (53546) 2000 BY6             |                |
| 527 | 로레족            | Lorre family         | LOR  | 2         | 중앙 | C    | 5438 로레                    |                |
| 528 | 레오니다스족      | Leonidas family      | LEO  | 135       | 중앙 | CX   | 2782 레오니다스              |                |
| 529 | 비빌라족          | Vibilia family       | VIB  | 180       | 중앙 | C    | 144 비빌라                   |                |
| 530 | 파에오족          | Phaeo family         | PAE  | 146       | 중앙 | X    | 322 파에오                   |                |
| 531 | 미티디카족        | Mitidika family      | MIT  | 653       | 중앙 | C    | 2262 미티디카                |                |
| 532 | 헤난족            | Henan family         | HEN  | 1872      | 중앙 | L    | 2085 헤난                    |                |
| 533 | 한나족            | Hanna family         | HNA  | 280       | 중앙 | CX   | 1668 한나                    |                |
| 534 | 카르마족          | Karma family         | KRM  | 124       | 중앙 | CX   | 3811 카르마                  |                |
| 535 | 위트족            | Witt family          | WIT  | 1618      | 중앙 | S    | 2732 위트                    |                |
| 536 | 시짱족            | Xizang family        | XIZ  | 275       | 중앙 | –    | 2344 시짱                    |                |
| 537 | 왓소니아족        | Watsonia family      | WAT  | 99        | 중앙 | L    | 729 왓소니아                 |                |
| 538 | 존스족            | Jones family         | JNS  | 22        | 중앙 | T    | 3152 존스                    |                |
| 539 | 에리아족          | Aeria family         | AER  | 272       | 중앙 | X    | 369 에리아                   |                |
| 540 | 줄리아족          | Julia family         | JUL  | 33        | 중앙 | S    | 89 줄리아                    |                |
| 541 | 포스트레마족      | Postrema family      | POS  | 108       | 중앙 | CX   | 1484 포스트레마              |                |
| 801 | 팔라스족          | Pallas family        | PAL  | 128       | 중앙 | B    | 2 팔라스                     |                |
| 802 | 갈리아족          | Gallia family        | GAL  | 182       | 중앙 | S    | 148 갈리아                   |                |
| 803 | 한사족            | Hansa family         | HNS  | 1094      | 중앙 | S    | 480 한사                     | [ 15 ]         |
| 804 | 게르수인드족      | Gersuind family      | GER  | 415       | 중앙 | S    | 686 게르수인드               |                |
| 805 | 바르셀로나족      | Barcelona family     | BAR  | 306       | 중앙 | S    | 945 바르셀로나               |                |
| 806 | 티나족            | Tina family          | TIN  | 96        | 중앙 | X    | 1222 티나                    |                |
| 807 | 브루카토족        | Brucato family       | BRU  | 342       | 중앙 | CX   | 4203 브루카토                |                |
| 601 | 히기에이아족      | Hygiea family        | HYG  | 4854      | 외부 | CB   | 10 히기에이아                |                |
| 602 | 테미스족          | Themis family        | THM  | 4782      | 외부 | C    | 24 테미스                    |                |
| 603 | 슬리비아족        | Sylvia family        | SYL  | 255       | 외부 | X    | 87 슬리비아                  |                |
| 604 | 멜리보에아족      | Meliboea family      | MEL  | 444       | 외부 | C    | 137 멜리보에아               |                |
| 605 | 코로니스족        | Koronis family       | KOR  | 5949      | 외부 | S    | 158 코로니스                 |                |
| 606 | 에오스족          | Eos family           | EOS  | 9789      | 외부 | K    | 221 에오스                   |                |
| 607 | 엠마족            | Emma family          | EMA  | 76        | 외부 | C    | 283 엠마                     |                |
| 608 | 브라실리아족      | Brasilia family      | BRA  | 579       | 외부 | X    | 293 브라실리아               |                |
| 609 | 베리타스족        | Veritas family       | VER  | 1294      | 외부 | CPD  | 490 베리타스                 |                |
| 610 | 카린족            | Karin family         | KAR  | 541       | 외부 | S    | 832 카린                     |                |
| 611 | 나에마족          | Naëma family         | NAE  | 301       | 외부 | C    | 845 나에마                   |                |
| 612 | 티레라족          | Tirela family        | TIR  | 1395      | 외부 | S    | 1400 티레라                  |                |
| 613 | 리샤오화족        | Lixiaohua family     | LIX  | 756       | 외부 | CX   | 3556 리샤오화                |                |
| 614 | 텔라문드족        | Telramund family     | TEL  | 468       | 외부 | S    | 9506 텔라문드                |                |
| 615 | FY12족            | FY12 family          | 615  | 104       | 외부 | CX   | (18405) 1993 FY12            |                |
| 616 | 차리스족          | Charis family        | CHA  | 808       | 외부 | C    | 627 차리스                   |                |
| 617 | 테오발다족        | Theobalda family     | THB  | 376       | 외부 | CX   | 778 테오발다                 |                |
| 618 | 테렌티아족        | Terentia family      | TRE  | 79        | 외부 | C    | 1189 테렌티아                |                |
| 619 | 라우족            | Lau family           | LAU  | 56        | 외부 | S    | 10811 라우                   |                |
| 620 | 비글족            | Beagle family        | BGL  | 148       | 외부 | C    | 656 비글                     |                |
| 621 | 코로니스족 (II)   | Koronis family (II)  | K-2  | 246       | 외부 | S    | 158 코로니스                 | 2번째 소행성족 |
| 622 | 테르프시코레족    | Terpsichore family   | TRP  | 138       | 외부 | C    | 81 테르프시코레              |                |
| 623 | 프링질라족        | Fringilla family     | FIR  | 134       | 외부 | X    | 709 프링질라                 |                |
| 624 | 두리센족          | Durisen family       | DUR  | 27        | 외부 | X    | 5567 두리센                  |                |
| 625 | 야코블레브족      | Yakovlev family      | YAK  | 67        | 외부 | C    | 5614 야코블레브              |                |
| 626 | 성 마르첼로족     | San Marcello family  | SAN  | 144       | 외부 | X    | 7481 성 마르첼로             |                |
| 627 | YB3족             | YB3 family           | 627  | 38        | 외부 | CX   | (15454) 1998 YB3             |                |
| 628 | CG1족             | CG1 family           | 628  | 248       | 외부 | S    | (15477) 1999 CG1             |                |
| 629 | XT17족            | XT17 family          | 629  | 58        | 외부 | S    | (36256) 1999 XT17            |                |
| 630 | 아이글레족        | Aegle family         | AEG  | 99        | 외부 | CX   | 96 아이글레                  |                |
| 631 | 우르술라족        | Ursula family        | URS  | 1466      | 외부 | CX   | 375 우르술라                 |                |
| 632 | 엘프레이드족      | Elfriede family      | ELF  | 63        | 외부 | C    | 618 엘프레이드               |                |
| 633 | 이타족            | Itha family          | ITH  | 54        | 외부 | S    | 918 이타                     |                |
| 634 | 인아라다스족      | Inarradas family     | INA  | 38        | 외부 | CX   | 3438 인아라다스              |                |
| 635 | 안피모브족        | Anfimov family       | ANF  | 58        | 외부 | S    | 7468 안피모브                |                |
| 636 | 마르코니아족      | Marconia family      | MRC  | 34        | 외부 | CX   | 1332 마르코니아              |                |
| 637 | UJ87족            | UJ87 family          | 637  | 64        | 외부 | CX   | (106302) 2000 UJ87           |                |
| 638 | 크로아티아족      | Croatia family       | CRO  | 93        | 외부 | X    | 589 크로아티아               |                |
| 639 | 임힐데족          | Imhilde family       | IMH  | 43        | 외부 | CX   | 926 임힐데                   |                |
| 640 | 깁스족            | Gibbs family         | GBS  | 8         | 외부 | –    | 331P/깁스 (P/2012 F5 (깁스)) | –              |
| 641 | 줄리아나족        | Juliana family       | JLI  | 76        | 외부 | CX   | 816 줄리아나                 |                |
| 901 | 에우프로시네족    | Euphrosyne family    | EUP  | 2035      | 외부 | C    | 31 에우프로시네              |                |
| 902 | 알라우다족        | Alauda family        | ALA  | 1294      | 외부 | B    | 702 알라우다                 |                |
| 903 | 울라족            | Ulla family          | ULA  | 26        | 외부 | X    | 909 울라                     |                |
| 904 | 루테라족          | Luthera family       | LUT  | 163       | 외부 | X    | 1303 루테라                  |                |
| 905 | 아르메이나족      | Armenia family       | ARM  | 40        | 외부 | C    | 780 아르메니아               |                |

### 기타 소행성족
소행성대에 속하지 않는 소행성족은 다음과 같다.
| 이름 | 원문          | 모체            | 궤도 요소 | 궤도 요소 | 궤도 요소 | 크기                   | 크기                   | 다른 이름                |
| 이름 | 원문          | 모체            | a (AU)    | e         | i (°)     | 대략적인 소행성의 비율 | 연구에서의 소행성 숫자 | 다른 이름                |
| --- | ------------- | --------------- | --------- | --------- | --------- | ---------------------- | ---------------------- | ------------------------ |
| 보우어족 | Bower family  | 1639 보우어     |           |           |           |                        | 13                     | 엔디미오족(342 엔디미온) |
| 리디아족 | Lydia family  | 110 리디아      |           |           |           |                        | 38                     |                          |
| 해왕성 바깥 천체 |               |                 |           |           |           |                        |                        |                          |
| 하우메아족 | Haumea family | 136108 하우메아 | ~43       | ~0.19     | ~28       |                        |                        |                          |
| 참조: - 보통 소행성대에 속하지 않은 소행성체(minor planet)는 소행성(asteroid)이라고 부르지 않지만, 목록에는 포함시켰다. |               |                 |           |           |           |                        |                        |                          |

## 같이 보기
- 궤도 요소
- 소행성군
- 소행성
- 소행성체 목록

## 참고 자료
- V. Zappalà; A. Cellino; A. Dell’Oro (2002). “Physical and Dynamical Properties of Asteroid Families” (PDF). 《Asteroids III》 (University of Arizona Press): 619-631. ISBN 0-8165-2281-2.
- A. Cellino; S. J. Bus; A. Doressoundiram; D. Lazzaro (2002). “Spectroscopic Properties of Asteroid Families” (PDF). 《Asteroids II쪽=633–643》 (University of Arizona Press). ISBN 0-8165-2281-2.
- Zappalà, Vincenzo; Cellino, Alberto; Farinella, Paolo; Milani, Andrea (1990년 12월). “Asteroid families. I - Identification by hierarchical clustering and reliability assessment”. 《Astronomical 나Journal》 107: 772-801. Bibcode:1990AJ....100.2030Z. doi:10.1086/115658.
- David Nesvorny; William F. Bottke Jr; Luke Dones; Harold F. Levison (2002년 6월 13일). “The recent breakup of an asteroid in the main-belt region” (PDF). 《Nature》 (Nature Publishing Group) 417: 720-722.